# 皮斯科亞庫區
6°58′51″S 76°46′08″W / 6.9809°S 76.7689°W
皮斯科亞庫區（西班牙語：Distrito de Piscoyacu），是秘魯的一個區，位於該國中北部聖馬丁大區的瓦亞加省，始建於1940年6月14日，面積184.9平方公里，海拔高度301米，2005年人口3,688，人口密度每平方公里20人。